# Cobubatha luxuriosa
Cobubatha luxuriosa är en fjärilsart som beskrevs av Smith 1900. Cobubatha luxuriosa ingår i släktet Cobubatha och familjen nattflyn. Inga underarter finns listade i Catalogue of Life.